# Magnus Haglund (journalist)
Magnus Olof Haglund, född 9 mars 1960 i Borås, är en svensk journalist och författare. 
Han skriver främst om musik, konst och litteratur, och fokuserar på konstmusik, ljudkonst, klassisk musik och elektronisk musik. Han medverkar återkommande på Göteborgs-Postens kultursidor.
I en recension av hans uppmärksammade biografi över Åke Hodell (2009) skriver Jens Liljestrand bland annat: "Haglunds biografi ”Åke Hodell” ... är en mycket ambitiös och genomarbetad presentation av författarskapet, tillika den första monografi som skrivits i ämnet. Boken är ett konstverk i sig, en rik och mycket beläst vandring genom ett bitvis komplicerat och motsägelsefullt författarskap ..."
I en recension 2016 av hans  Lyssnare: en essä om ljud och konst skriver Stina Otterberg: "Haglunds styrka som musikskribent har inte minst handlat om hans förmåga att öppna upp musikverken och sätta dem i förbindelser med större förklaringssammanhang. Han är helt enkelt bra på att visa hur musik samverkar med andra konstformer – eller för den delen med medier, tider, platser och människor. Att läsa Magnus Haglund är att bli påmind om att musiken aldrig är något isolerat fenomen."